# Macropanax paucinervis
Macropanax paucinervis är en araliaväxtart som beskrevs av C.B.Shang. Macropanax paucinervis ingår i släktet Macropanax och familjen Araliaceae. Inga underarter finns listade.